# Aerenea subimpetiginosa
Aerenea subimpetiginosa är en skalbaggsart som beskrevs av Stefan von Breuning 1948. Aerenea subimpetiginosa ingår i släktet Aerenea och familjen långhorningar. Inga underarter finns listade i Catalogue of Life.